# هاينكل هي 219
هاينكل هي 219 (بالإنجليزية: Heinkel He 219)‏، هي طائرة حربية ألمانية، عاشت في فترة الرايخ الثالث، والتي تعود للعهد النازي، استعملت هذه الطائرة في حربها على الاتحاد السوفيتي وأوروبا.

## وصلات خارجية
- "Tour the Last Remaining Heinkel He 219": Heinkel 219 A-0, FE 614, before its completed fuselage restoration to display condition-article's date is 1997
- He 219A-0 Pilot's Manual - in German